# 九間ハート
九間 ハート（きゅうま ハート、9月20日 - ）は、日本の漫画家。長野県出身。血液型A型。デビュー作は『ぎんがとくりり』。

## 略歴
- 2013年 - 第13回マーガレットまんがゼミナールSUPERギャグ部門において金賞を受賞し、デビューした。

## 作品リスト
全て集英社から刊行されている。

### 漫画
- ぎんがとくりり（『ザ マーガレット』2013年6月号[注 1] - 10月号、『マーガレット』2013年18号、22号 - 2014年5号）
- 僕の彼女は男前〜おかしな2人〜[注 2]（『マーガレット』2014年15号[2] - 18号、21号[3] - 2015年3・4合併号、『ザ マーガレット』2015年2月号）
- キミはオカルト（『ザ マーガレット』2014年8月号）
- 振り返れば彼がいる〜距離の近さは心の近さ〜（『マーガレット』2015年9号 - 2015年14号）
- 九間ハートの恋するカルタ（『ザ マーガレット』2015年8月号）
- 愛!私立カップル学園♡（『マーガレット』2015年22号 - 23号、2016年3・4合併号 - 2016年14号、『ザ マーガレット』2016年4月号 - 2016年8月号）
- 揉山ももみのモミモミ日記（『ザ マーガレット』2016年10月号 - 12月号）
- ツチヤくんは熱中しすぎ!!（『ザ マーガレット』2017年2月号）
- コトノハセメルくん（『ザ マーガレット』2017年10月号）

### イラスト
- 裏星座占い（『マーガレット』2018年1号 - 24号、2018年8号別冊ふろく）
- 感染してもしなくても誰もが笑顔で暮らせるまちに[4]（小諸市の新型コロナウイルス感染症に関する人権啓発ポスターのイラスト）